# Ammodramus
Ammodramus es un género de aves paseriformes perteneciente a la familia Passerellidae que agrupa a especies nativas de las Américas. Se distribuyen desde el sur de Canadá, a través de América del Norte, Central, del Sur y el Caribe hasta el centro de Argentina. A sus miembros se les conoce por el nombre popular de chingolos.

## Características
Son aves relativamente pequeñas, con pico grande, cabeza plana y cola corta. Por lo general viven en pastizales o pantanos y son a menudo bastante discretos. Muchas de estas especies han disminuido en número debido a la pérdida de hábitat.

## Especies
De acuerdo a las clasificaciones del Congreso Ornitológico Internacional (IOC) Versión 4.3 - 2014, Clements Checklist 6.9 e ITIS, el género agrupa a las siguientes 9 especies:
- Ammodramus maritimus (Wilson, 1811) - chingolo costero;
  - Ammodramus maritimus nigrescens (extinto, 1987)
  - Ammodramus maritimus mirabilis
- Ammodramus nelsoni Allen, 1875 - chingolo de Nelson;
- Ammodramus caudacutus (Gmelin, 1788) - chingolo colifino;
- Ammodramus leconteii (Audubon, 1844) - chingolo de Le Conte;
- Ammodramus henslowii (Audubon, 1844) - chingolo de Henslow;
- Ammodramus bairdii (Audubon, 1829) - chingolo de Baird;
- Ammodramus savannarum (Gmelin, 1789) - chingolo saltamontes;
- Ammodramus humeralis (Bosc, 1792) -  chingolo pajonalero;
- Ammodramus aurifrons (Spix, 1825) - chingolo cejigualdo.

## Taxonomía
- Las especies A. humeralis y A. aurifrons estaban anteriormente colocadas en el género Myospiza y fueron reasignadas al presente siguiendo a Paynter 1970; Klicka & Spellman 2007, SACC).[6]
- Los estudios de Barker et al. (2013)[7] and Klicka et al. (2014)[8] encontraron que inclusive una familia Emberizidae más estrechamente definida no era un grupo monofilético y que se requiere el reconocimiento de una nueva familia Passerellidae, para todos los miembros de Emberizidae del Nuevo Mundo.[9]
- El Comité Brasileño de Registros Ornitológicos (CBRO) coloca al presente género en una nueva familia Passerelidae Cabanis & Heine, 1850 .[10]